# Anja Margetić
Anja Margetić (ur. 29 lipca 1975 w Sarajewie) – bośniacka pływaczka, uczestniczka igrzysk olimpijskich.
Margetić reprezentowała Bośnię i Hercegowinę na Letnich Igrzyskach Olimpijskich 1992 w Barcelonie. Był to debiut jej ojczyzny na igrzyskach. Wystąpiła w dwóch konkurencjach w stylu motylkowym. W rywalizacji na 100 metrów zajęła 1. miejsce w swojej grupie eliminacyjnej, jednak jej czas 1:06,26 nie premiował awansu do finału. Została sklasyfikowana na 44. pozycji na 49 zawodniczek. W eliminacjach do finału na 200 m zajęła 3. miejsce w grupie z czasem 2:21,56, który nie dawał awansu. W końcowej klasyfikacji znalazła się na 27. miejscu, siódmym od końca.